# Gasthuisberg

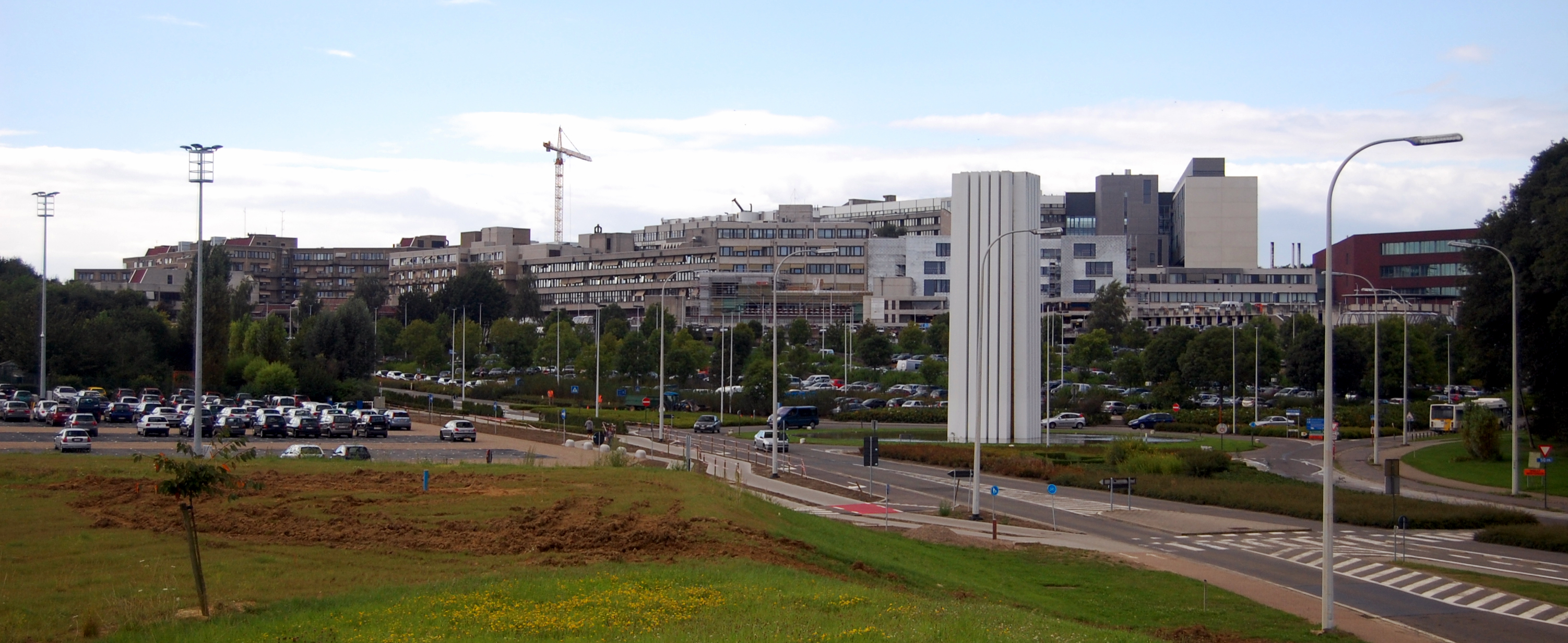
Overzichtfoto van het Universitair Ziekenhuis Leuven, campus Gasthuisberg. Op de voorgrond het monument van het ziekenhuis, uiterst links de nieuwe parking 'het teken' en uiterst rechts het nieuwe departement Gezondheidszorg & Technologie van de Katholieke Hogeschool Leuven.

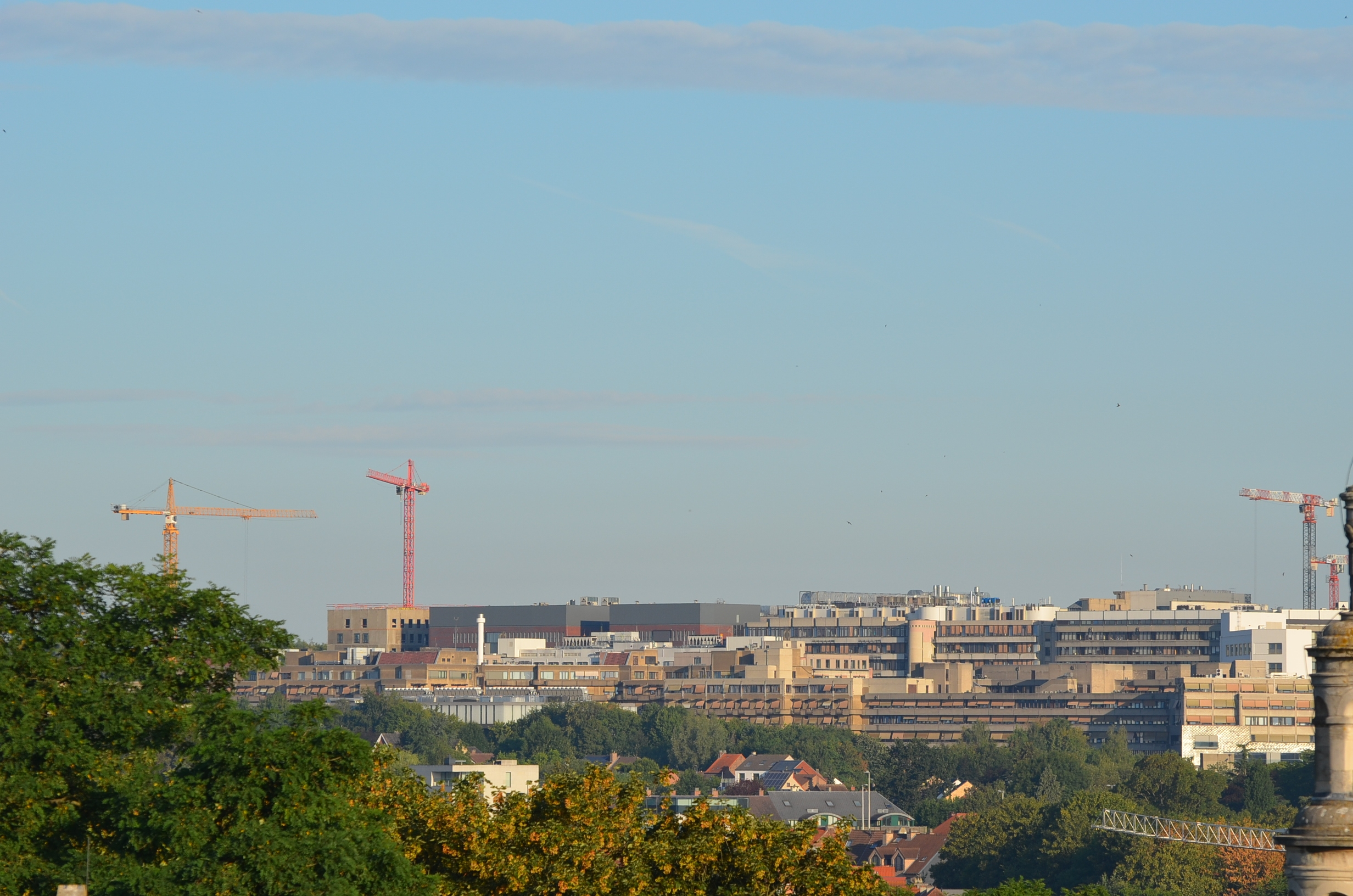

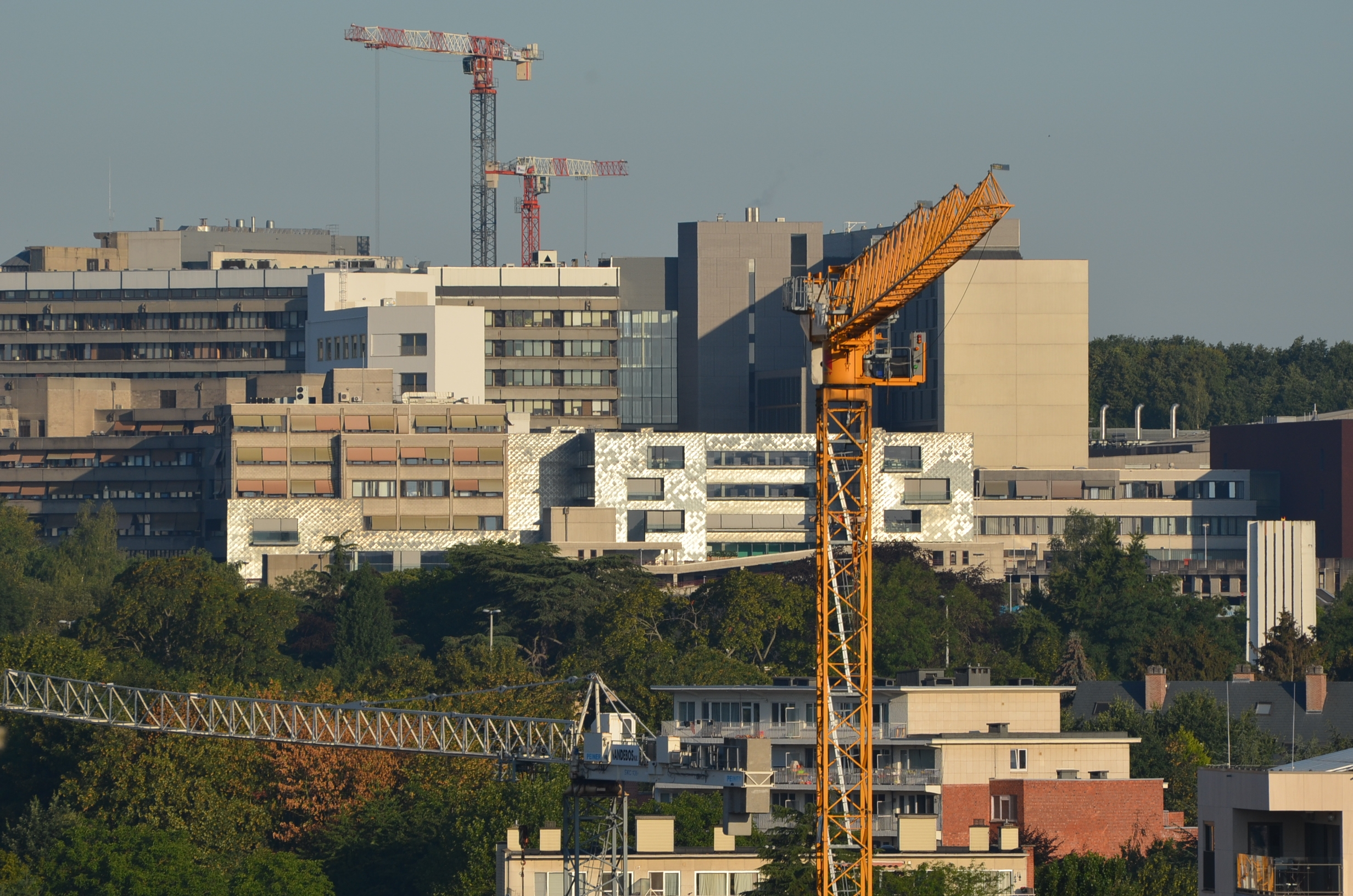

Gasthuisberg is een wijk in Leuven, gelegen op een steile heuvelrug. De gemiddelde stijgingsgraad van de oostelijke helling bedraagt 12%. Op Gasthuisberg bevindt zich naast een groot academisch ziekenhuis ook de brandweerkazerne van de Brandweer Leuven, het Johannes XXIII-seminarie en het Lemmensinstituut.
Sinds de jaren 80 is Gasthuisberg vooral bekend als voornaamste vestigingsplaats van het Universitair Ziekenhuis Leuven. Tegenwoordig is de naam Gasthuisberg vrijwel synoniem geworden met het ziekenhuis. Op de site zijn er ook leslokalen en opleidingsfaciliteiten (onder meer een uitgebreide medische bibliotheek) van onder meer de faculteiten Geneeskunde en Farmaceutische Wetenschappen van de KU Leuven en de campus Gasthuisberg van Hogeschool UCLL. In 2006 werden op Campus Gasthuisberg 557.852 consultaties en 63.795 opnames verricht. In 2005 werden er 589.803 consultaties en 64.518 opnames verricht. Er zijn 1894 bedden in het ziekenhuis en er werken 8248 personeelsleden. Gasthuisberg is dan ook het grootste ziekenhuis van België. Het ziekenhuis is zo uitgebreid dat het vaak een stad genoemd wordt. Het huisvest dan ook een politiekantoor, winkel, winkelautomaat, ziekenhuisschool, bibliotheek en een bank.

## Geschiedenis Universitair Ziekenhuis Campus Gasthuisberg
In 1970 werd vastgesteld dat de splitsing van de Leuvense universiteit met zich mee brengt dat voor de kersverse autonome Faculteit Geneeskunde een passend geïntegreerd universitair ziekenhuis moest worden uitgebouwd, zowel fysiek als qua organisatiestructuur. Tot 1970 functioneren al de instellingen veeleer los van elkaar en is de medische zorgverlening niet steeds op elkaar afgestemd. Een heuvelkam gekend als Gasthuisberg blijkt in 1971 de ideale plaats voor een volledig nieuwe medische campus met ziekenhuis en onderwijsaccommodatie. De eerste fase van Gasthuisberg omvat het kinderziekenhuis en wordt in 1975 in gebruik genomen. In fase II (1980) wordt het ziekenhuis uitgebreid tot 915 bedden, met hierin de diensten gynaecologie-verloskunde, de spoedgevallenafdeling, enkele diensten van inwendige geneeskunde en van heelkunde. De eerstesteenlegging voor fase III vindt in 1989 plaats. Bepaalde functies vanuit Pellenberg, alsook de nog resterende afdelingen uit Sint Rafaël worden overgebracht naar Gasthuisberg. Een laboratoriumcomplex en het Centrum voor Menselijke Erfelijkheid worden definitief gehuisvest. In de eenentwintigste eeuw wordt de onderwijs- en onderzoeksinfrastructuur gevoelig uitgebreid, betrekt ook de Faculteit Farmaceutische Wetenschappen en campus Gasthuisberg van Hogeschool UCLL, en wordt de overblijvende activiteit hospitalisatie (en raadpleging) uit UZ Sint Pieter naar Gasthuisberg overgebracht in een volgende fase.